# Monprimblanc
Monprimblanc es una población y comuna francesa, situada en la región de Aquitania, departamento de Gironda, en el distrito de Burdeos y cantón de Cadillac. Produce vino de la AOC Cadillac.

## Demografía
| 320 | 330 | 275 | 250 | 257 | 276 |
| Para los censos de 1962 a 1999 la población legal corresponde a la población sin duplicidades (Fuente: INSEE [Consultar]) |     |     |     |     |     |